# Silence Records
Silence (Silence Records AB) är ett svenskt skivbolag beläget i Näved strax utanför Koppom i Värmland. Silence var ett av de viktigaste skivbolagen inom proggrörelsen, men har numera upphört med all nyutgivning.

## Historik

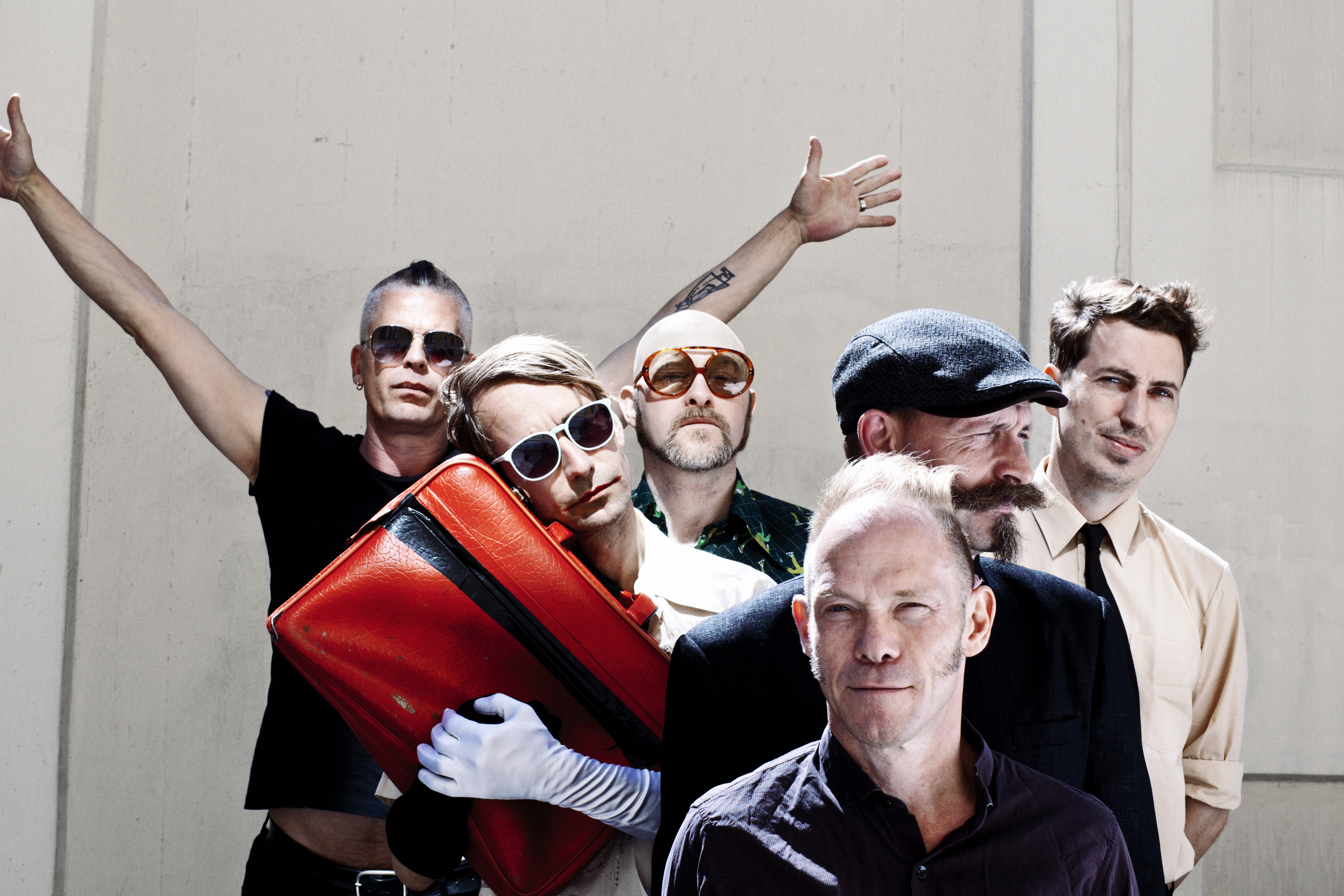
bob hund är en av Silence Records senare artister.

Skivbolaget grundades i Stockholm 1970 av Anders Lind och Joseph Hochhauser, vilka varit verksamma som DJ:s på klubben Filips. Med från starten var även Håkan Lind och Eva Wilke. Anders Lind, som tidigare gett ut musik via skivbolaget Decibel, blev kontaktad av Bo Hansson med skisser till det som senare skulle bli Sagan om ringen. Framgångarna med Sagan om ringen blev startskottet för Silence, som under de kommande åren även gav ut bland annat Träd, Gräs och Stenar, Turid och Jan Hammarlund. År 1971 startade Silence underetiketten Aurora för klassisk musik, på vilken dock endast ett musikalbum, med Mats Liljefors och Stockholms Ensemblen, utkom. År 1972 bildade man SAM-distribution tillsammans med skivbolaget MNW i Vaxholm.
År 1977 flyttade Silence till byn Näved utanför Koppom i västra Värmland och byggde om en gammal skola för att även få plats med en musikstudio och från 1980 har även Wilkes make Nikolaj Steenstrup varit verksam där. Silence verksamhet kritiserades ofta av den mest politiskt inriktade grenen av proggrörelsen, med Tommy Rander i spetsen. Detta eftersom den musik som utgavs av bolaget ansågs vara alltför "flummig" och sakna ett tydligt politiskt budskap. Rander sade 1978 i en radiointervju följande om folket kring Silence: "Ett flumgäng som lever kvar i 69–70 års gärdesromantik är en kolossal belastning för musikrörelsen."
Bland senare artister på Silence märks Hedningarna,Hassan, bob hund, First Floor Power, Traste Lindéns Kvintett och Fint Tillsammans. I Silence studio i Värmland har även band som Ebba Grön, Dag Vag, Hellacopters, Eldkvarn, Kent och många fler spelat in skivor.
Silence är ett av de större bolagen som är medlemmar i SOM. Nyutgivningen upphörde dock helt 2005 på grund av svårigheterna att i den digitala tidsåldern få intäkter av skivförsäljning. Bolaget återutger numera tidigare skivor på vinyl, men släppte 2016 en skiva med Hedningarna med äldre men tidigare outgivet material.

## Priser och utnämningar
År 1995 belönades skivbolaget med Grammisgalans hederspris.
2023 tilldelades Anders Lind, Eva Wilke och Nikolaj Steenstrup Frödingstipendiet av Region Värmland för sitt arbete med Silence. Motiveringen betonade bland annat deras "mångåriga och betydelsefulla arbete, ett värv som berikat den svenska musikscenen under decennier".

## Artister[11]
- Bergman Rock
- Bo Hansson
- Bob hund
- BOOT
- Camouflage / Tapirerna
- Chick Habit
- Cosmic Overdose
- Dag Vag
- Dub Sweden
- Eldkvarn
- Fidget
- Fint Tillsammans
- First Floor Power
- Fredrik Lindström
- Grisen Skriker
- Gudibrallan
- Häjkån Bäjkån
- Handgjort
- Harvester
- Hassan
- Hasse Pihl & Lasse Sundholm
- Hederos & Hellberg
- Hedningarna
- International Harvester
- Jan Hammarlund
- Kai Martin & Stick!
- Kebnekajse
- Kenny Håkansson
- Lars Hollmer
- Mattias Hellberg
- Per Cussion/Tjernberg
- Philemon Arthur and the Dung
- Ragnarök
- Ramlösa kvällar
- Robert Broberg/Zero
- Robert Johnson and Punchdrunks
- Samla Mammas Manna
- Sci Fi Skåne
- Träd, Gräs och Stenar
- Traste Lindéns Kvintett
- Turid
- TwiceAman
- Ulf Stureson
- Urban Turban
- Urga
- Vilse i pannkakan (Staffan Westerberg, Thomas Wiehe m fl.)
- Älgarnas trädgård